# Mölna

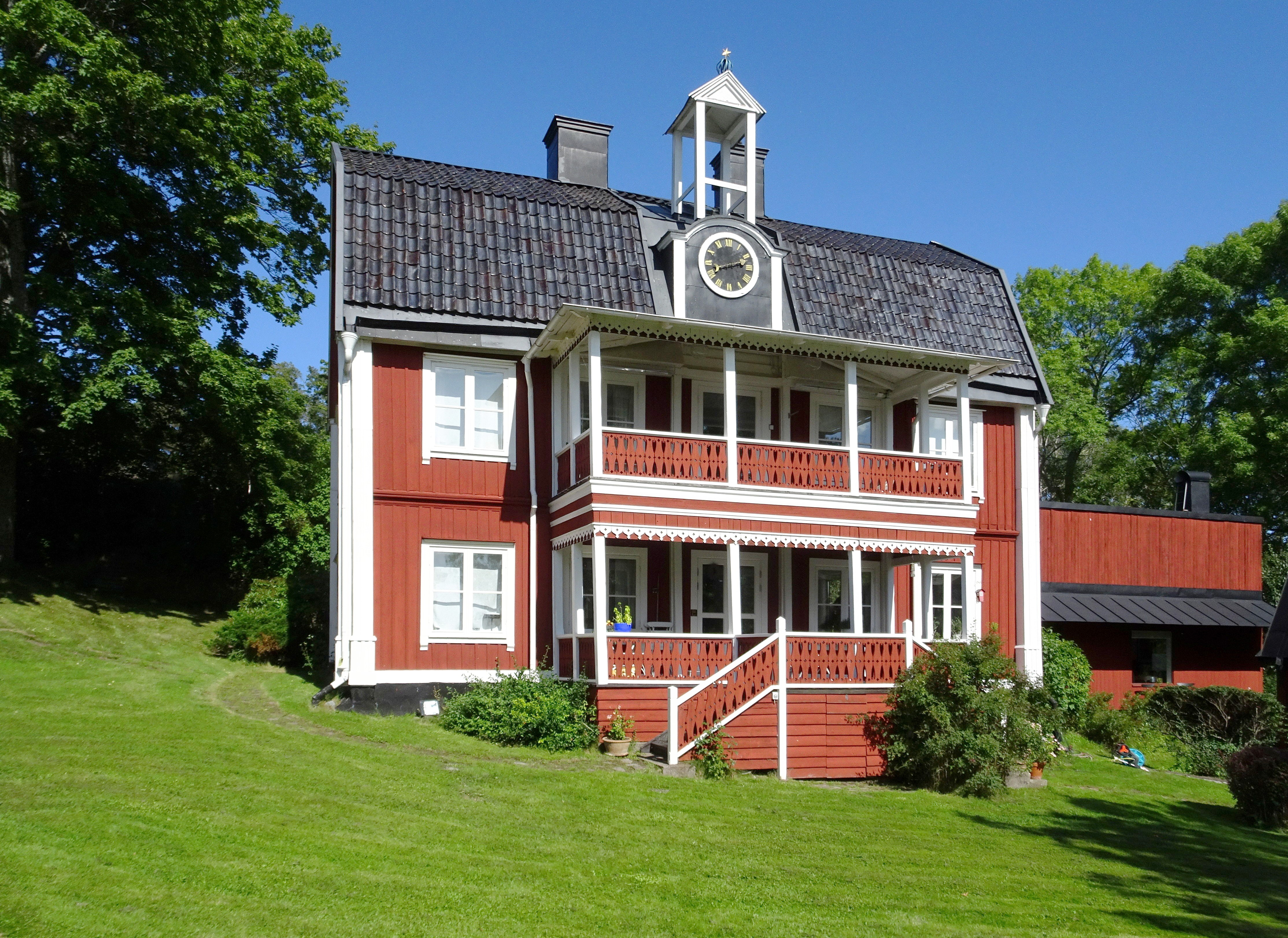
Mölna gård som gav området sitt namn.

Mölna är en kommundel (stadsdel) i Lidingö kommun, Stockholms län. Mölna har sitt namn efter Mölna gård och är huvudsakligen bebyggd med villor.

## Historik
Mölna gårds ägor sträckte sig mellan Kottlasjön i norr och Lilla Värtan i söder. Närmaste granne i väster var Skärsätra gård och i öster utbredde sig Breviks stora ägor. Gården har långa kvarntraditioner med både vattenkvarn och väderkvarn som går tillbaka till 1500-talet, troligen ännu tidigare. Ursprunget till gårdsnamnet Mölna är "mölla" som betyder kvarn (efter tyska Mühle). Nuvarande gårdsbebyggelse härrör från 1814 (huvudbyggnad) och 1876 (paviljongen) samt från 1960-talet (flygeln och ett mindre bostadshus). Vid gården finns flera kulturhistoriskt intressanta lämningar efter äldre kvarnmiljö, bland annat kvarndammen och stenkantade vattenrännor som är en sista rest efter Mölnaån vilken sträcker sig mellan Kottlasjön och Lilla Värtan.

## Dagens Mölna

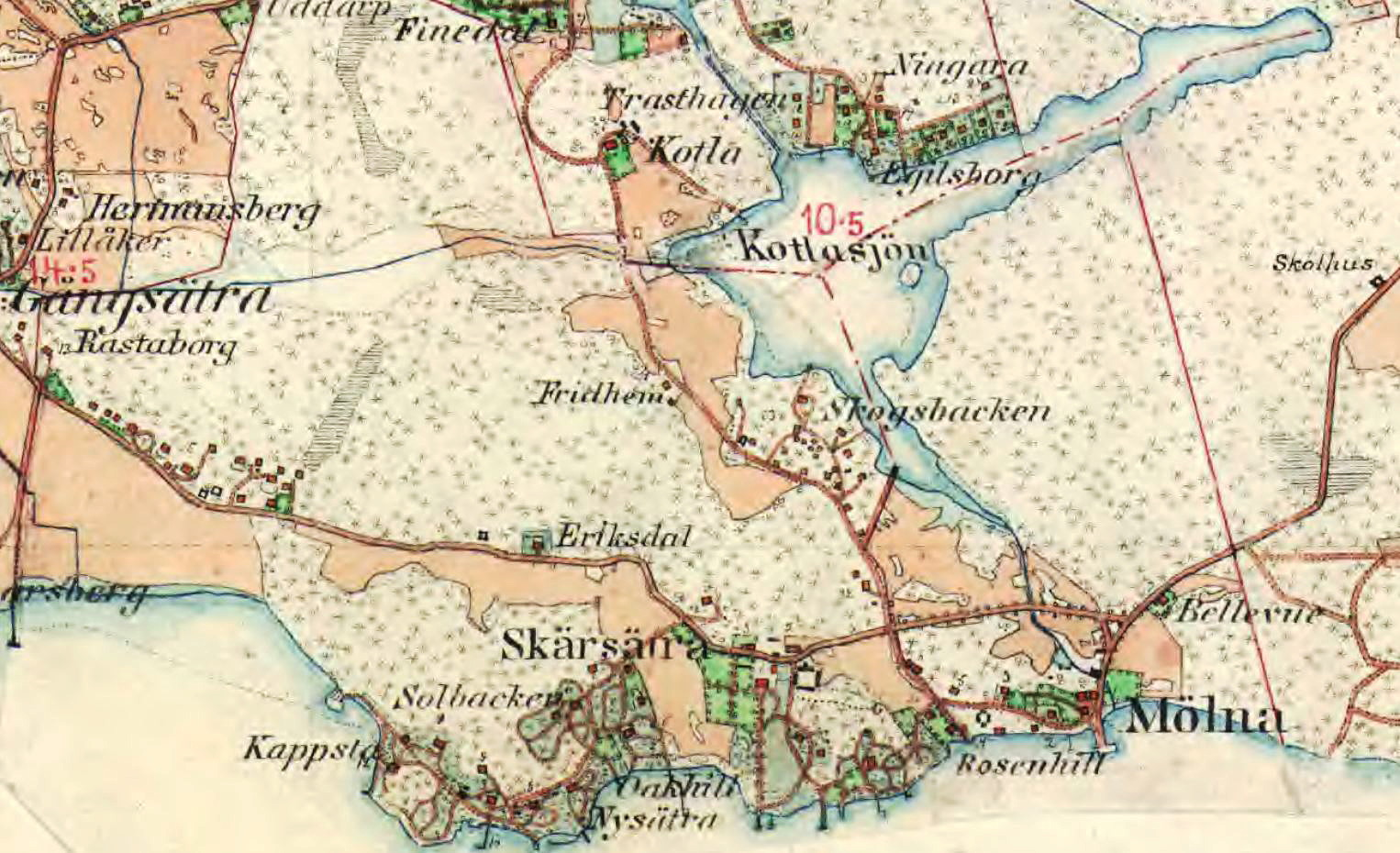
Skärsätra och Mölna på häradsekonomiska kartan från 1901.

Mölna gårds ägor började exploateras för villa- och radhusbebyggelse huvudsakligen på 1950- och 1960-talen. Innan dess uppfördes några enstaka villor. Stadsplaner upprättades i omgångar med början 1953. Mellan villaområdena sparades mycket natur.
I början av 1960-talet bebyggdes skogsområdet i östra delen av Mölnas ägor med Östra Mölna radhusområde bestående av 52 radhus och sex villor vilka ritades av arkitekt Nils Tesch. Östra Mölna radhusområde har genom Lidingö stads kulturinventering från 1995 fått officiell status som "kulturhistoriskt omistlig miljö". I strandområdet väster om Mölna gårds huvudbebyggelse uppfördes på 1950- och 1960-talen en rad påkostade villor. Bland dem märks den som Nils Tesch planerade som sin egen villa (Mölnavägen 20), som han ritade 1959, men som han aldrig tog i besittning eftersom den blev för dyr. Idag går byggnaden under namnet "Villa Smith".
Den stora ängen, även kallad Mölnaängen, mellan Mölna gård och radhusområdet förblev obebyggd. Gårdens parkliknade trädgård och landskapet kring den gestaltades på 1960-talet av landskapsarkitekten Walter Bauer. Vid Lilla Värtan märks Mölna brygga som var den första bryggan på Lidingön som regelbundet angjordes av skärgårdsbåtar i linjetrafik. Där hade Kungliga fortifikationsförvaltningen mellan 1943 och 1968 en avmagnetiseringsstation, benämnd AMS, som drevs av Stockholms örlogsstation. Längs med stranden sträcker sig en vacker strandpromenad som går till Kappsta naturreservat. Här finns, sittande på en sten, Liss Erikssons skulptur från 1950 La Pucelle, den lilla havsfröken.

## Bilder

Bebyggelsen
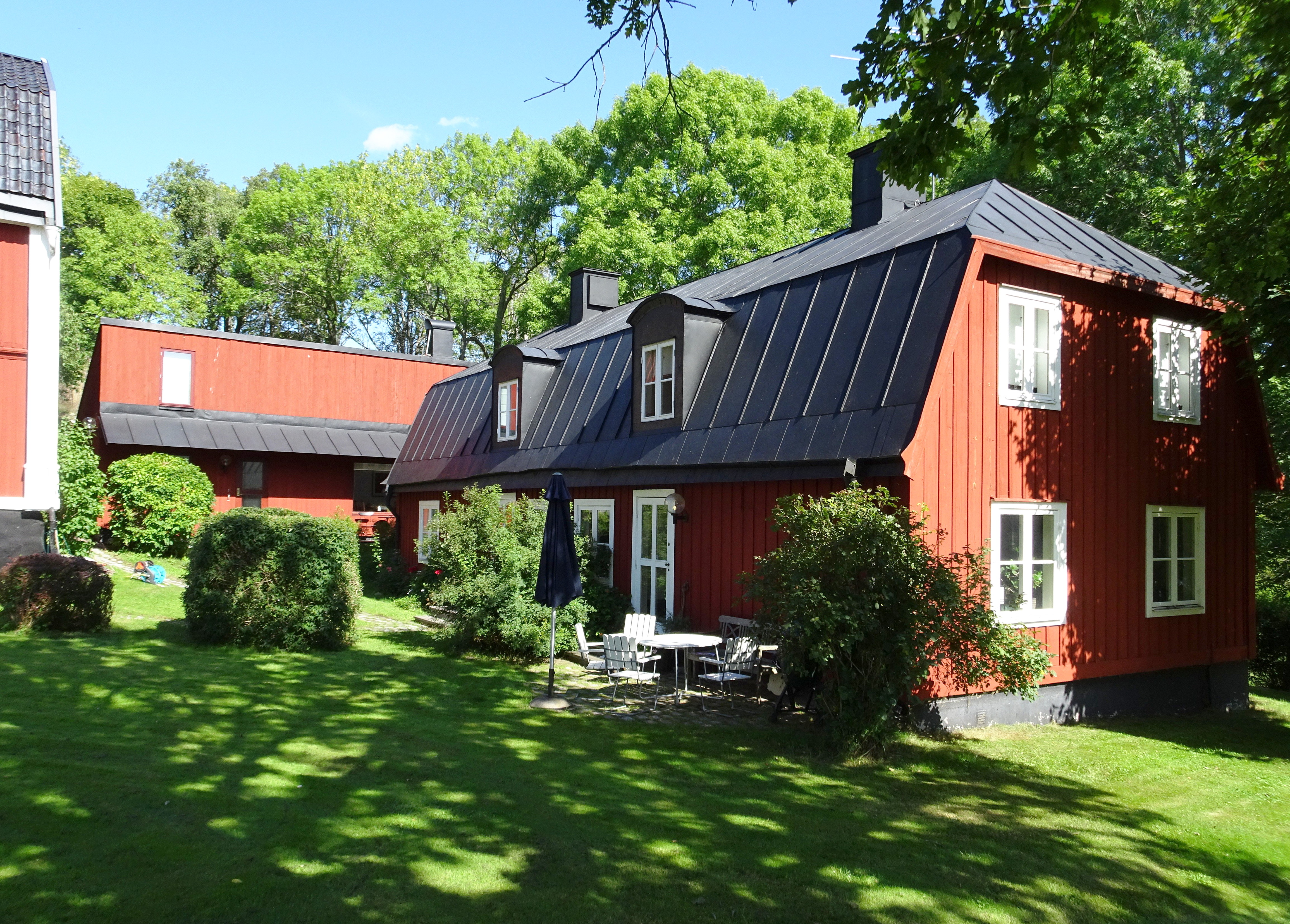
Mölna gård, flygel.
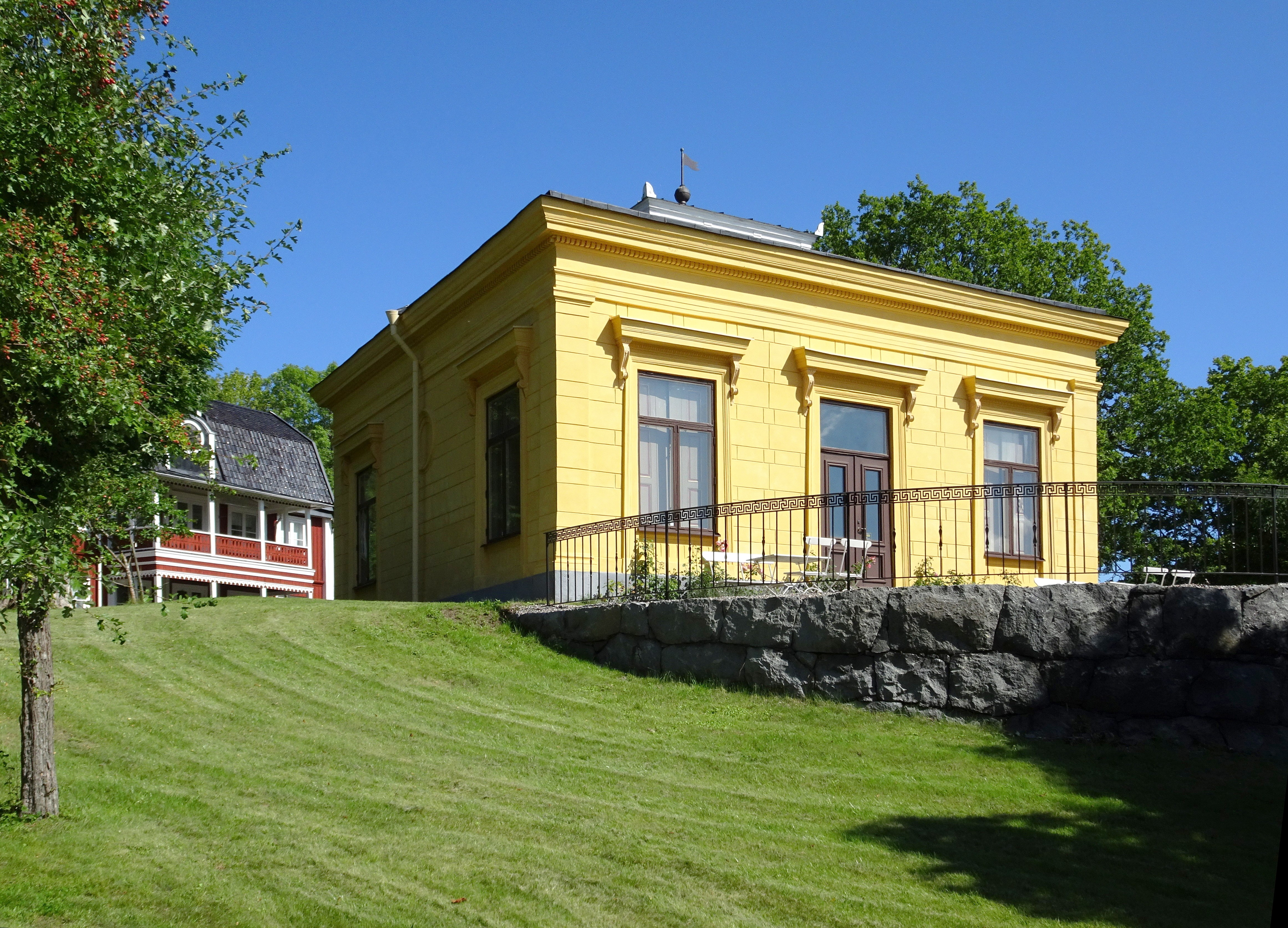
Mölna paviljong.
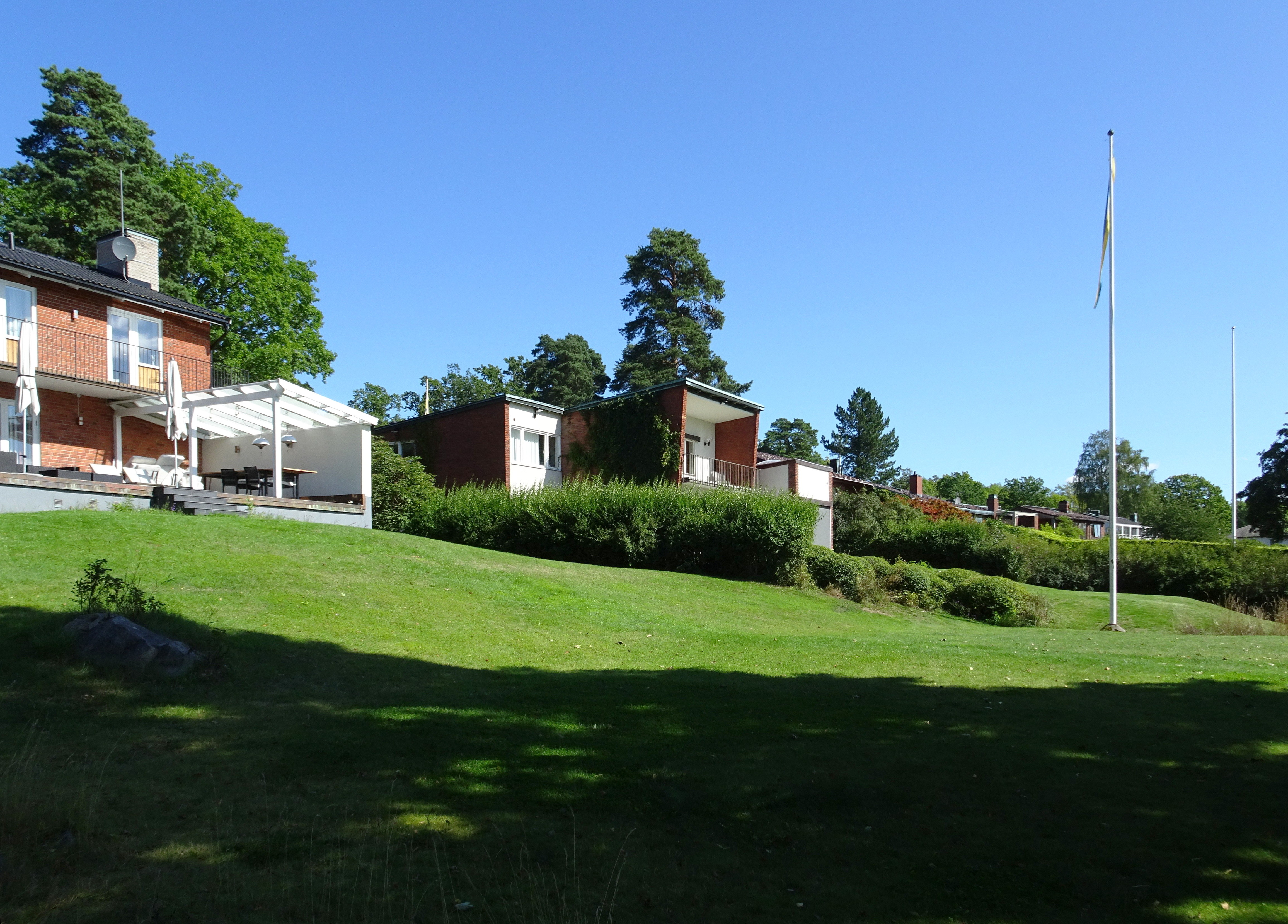
Villor vid Mölnavägen.
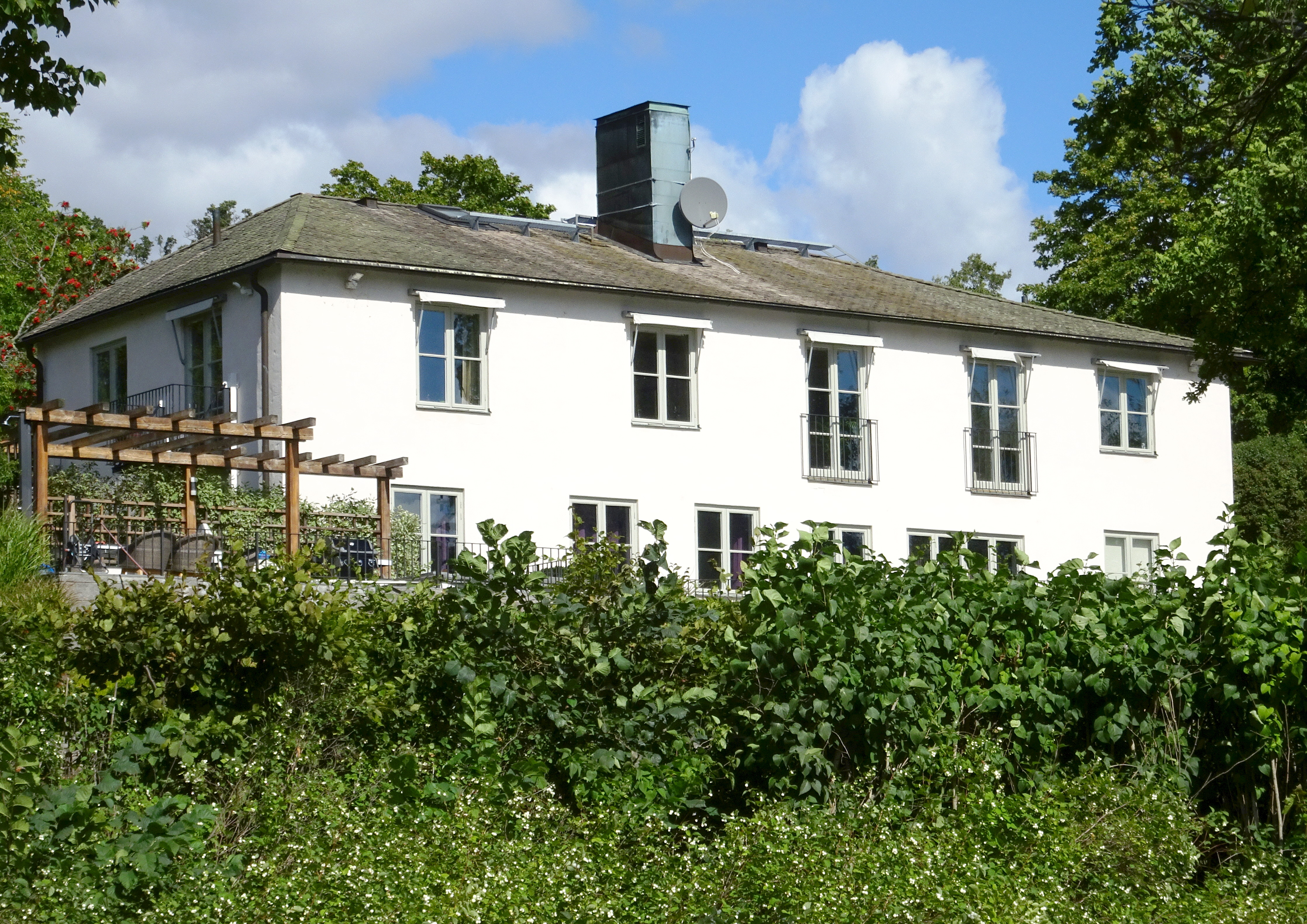
Villa Smith Mölnavägen 20.
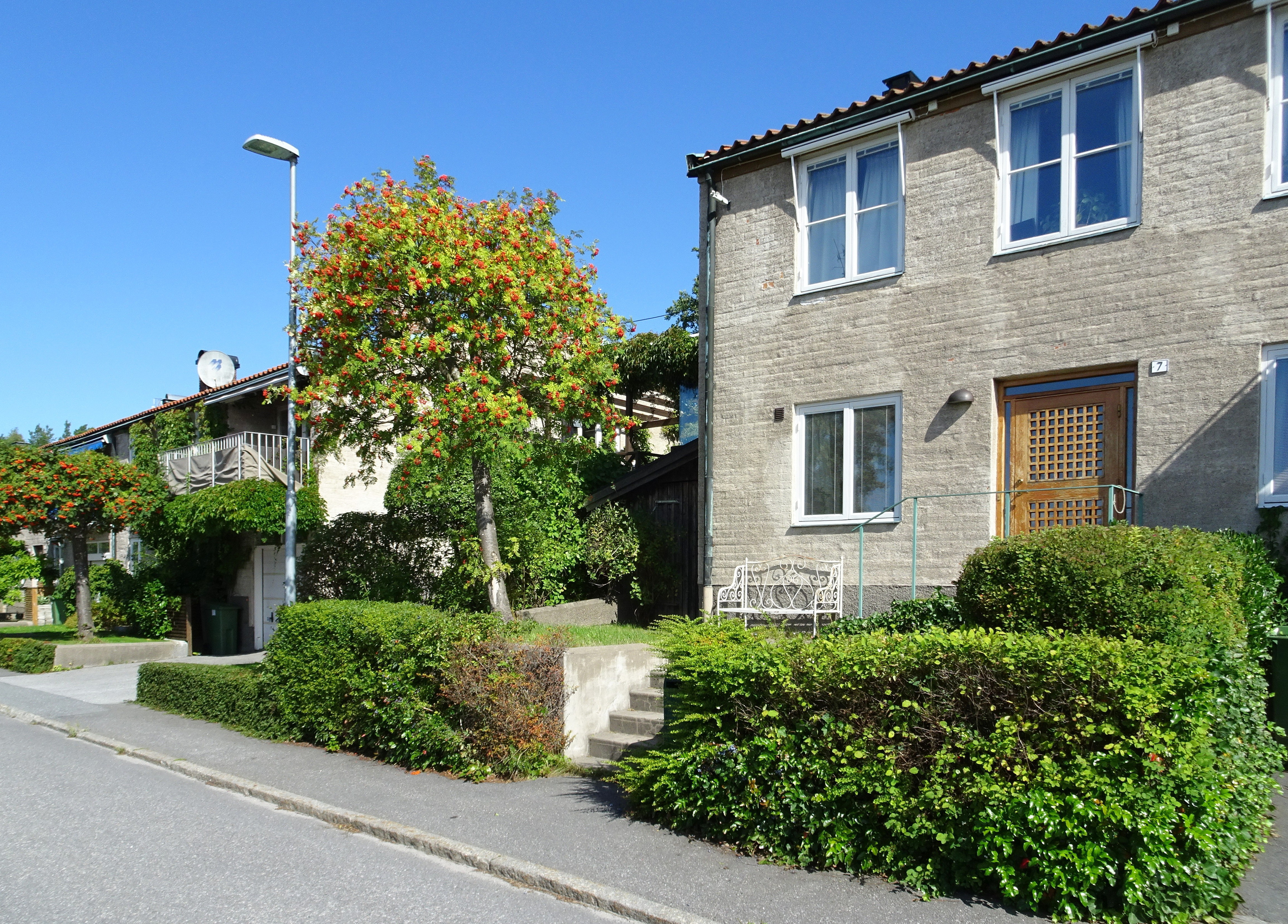
Östra Mölna radhusområde Utsiktsvägen 7.

Naturen
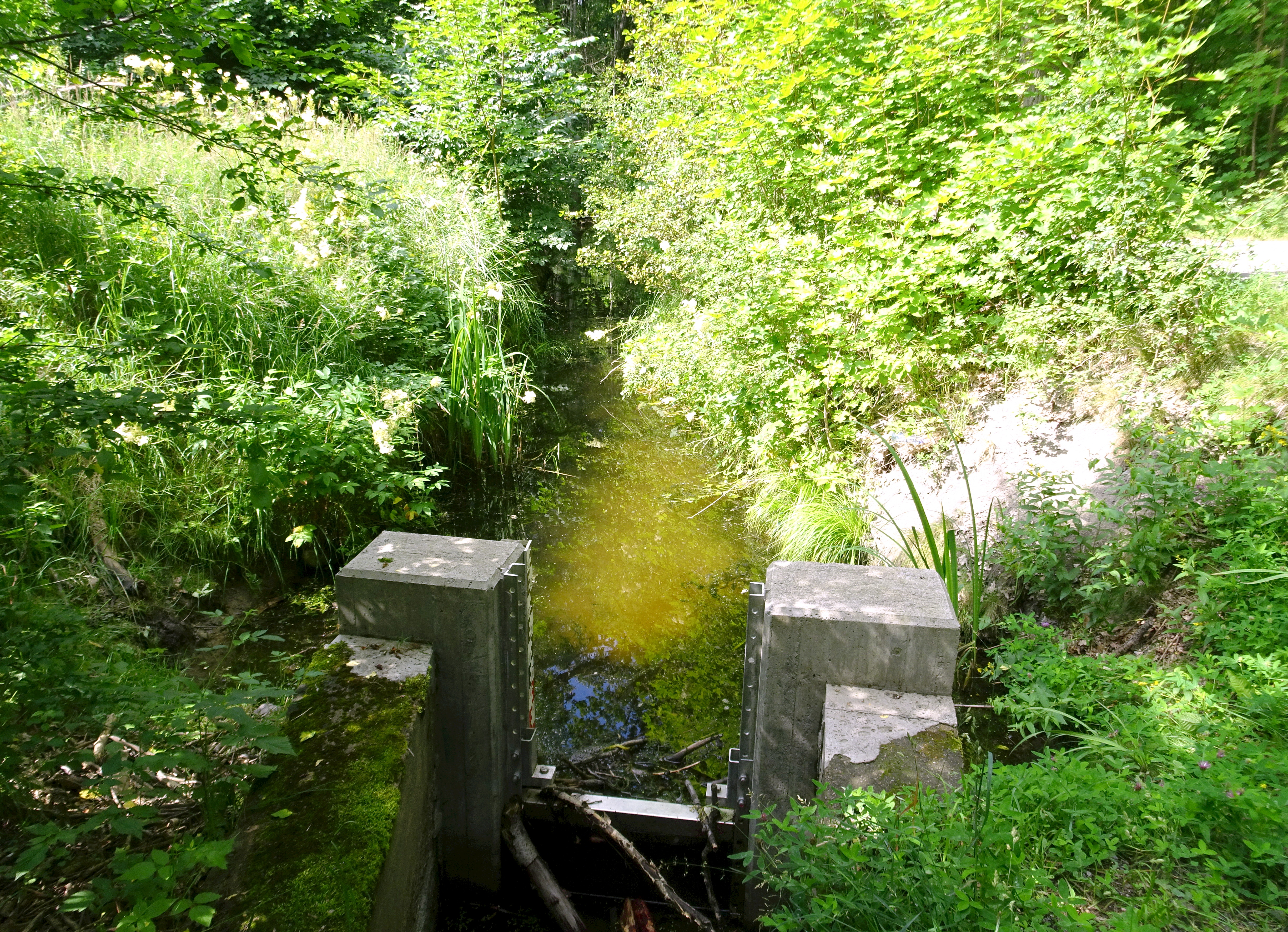
Mölnaån vid Kottlasjön.
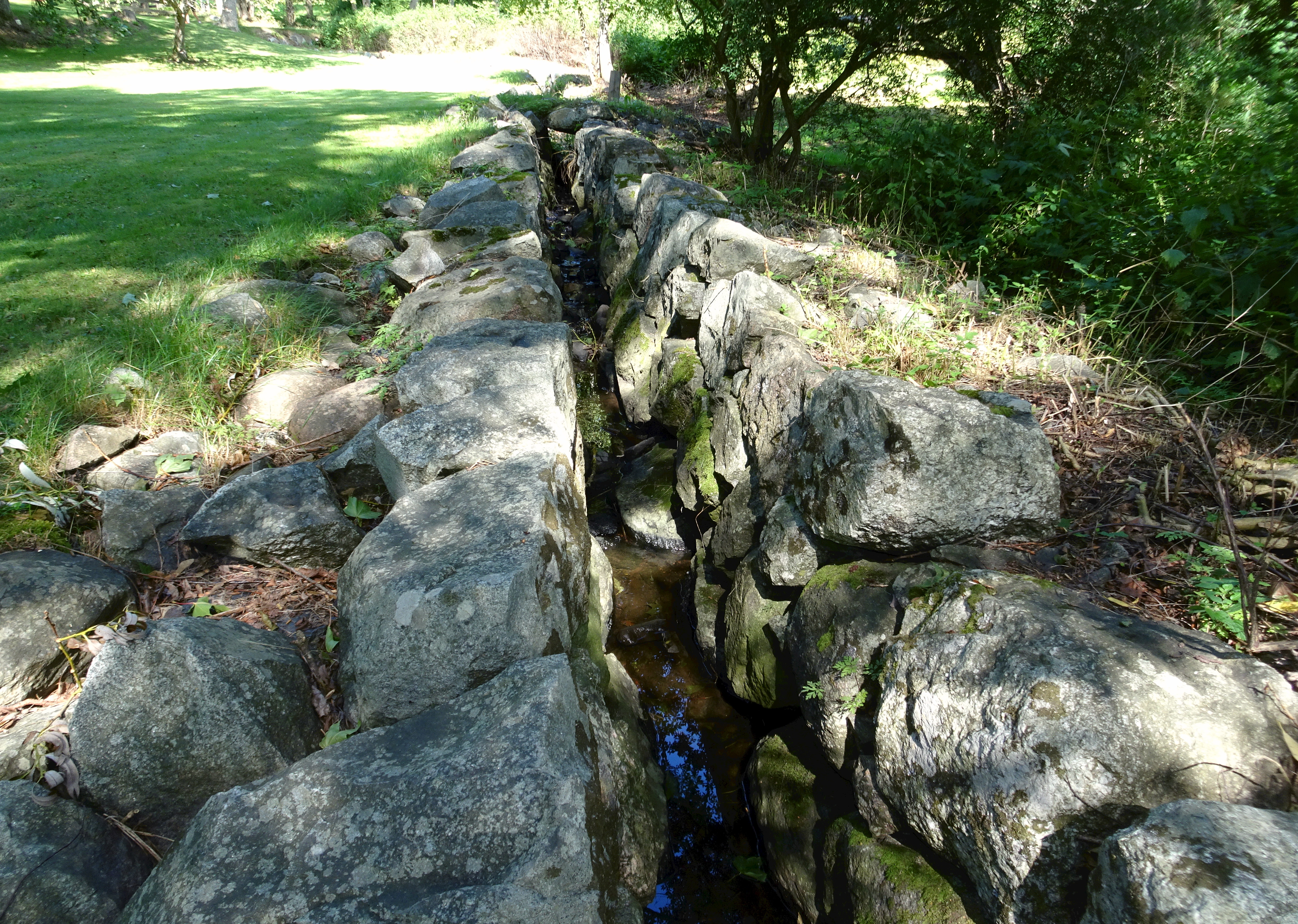
Stensatt kvarnränna.
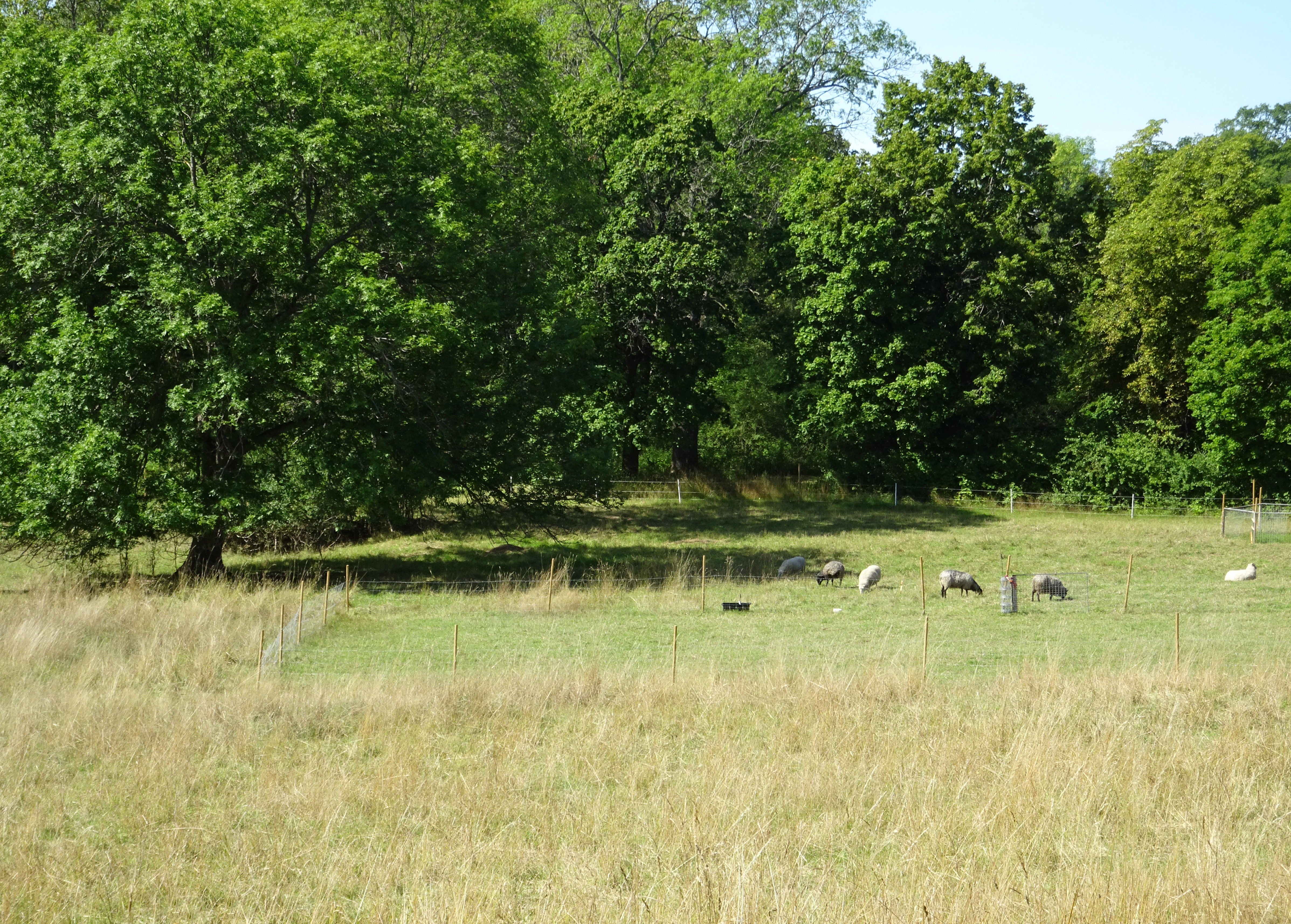
Mölnaängen med fårbete.
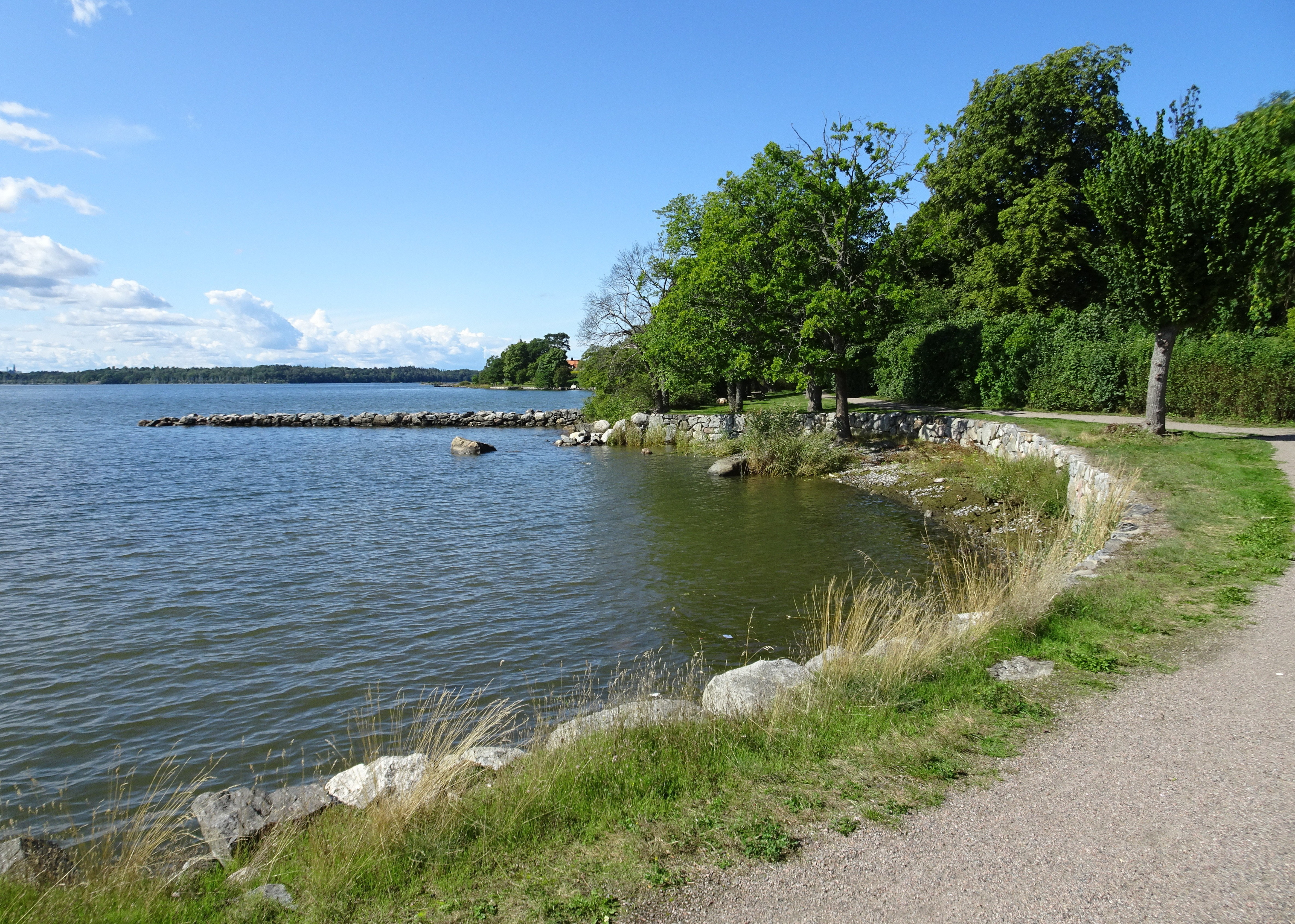
Strandpromenad vid Mölna brygga.
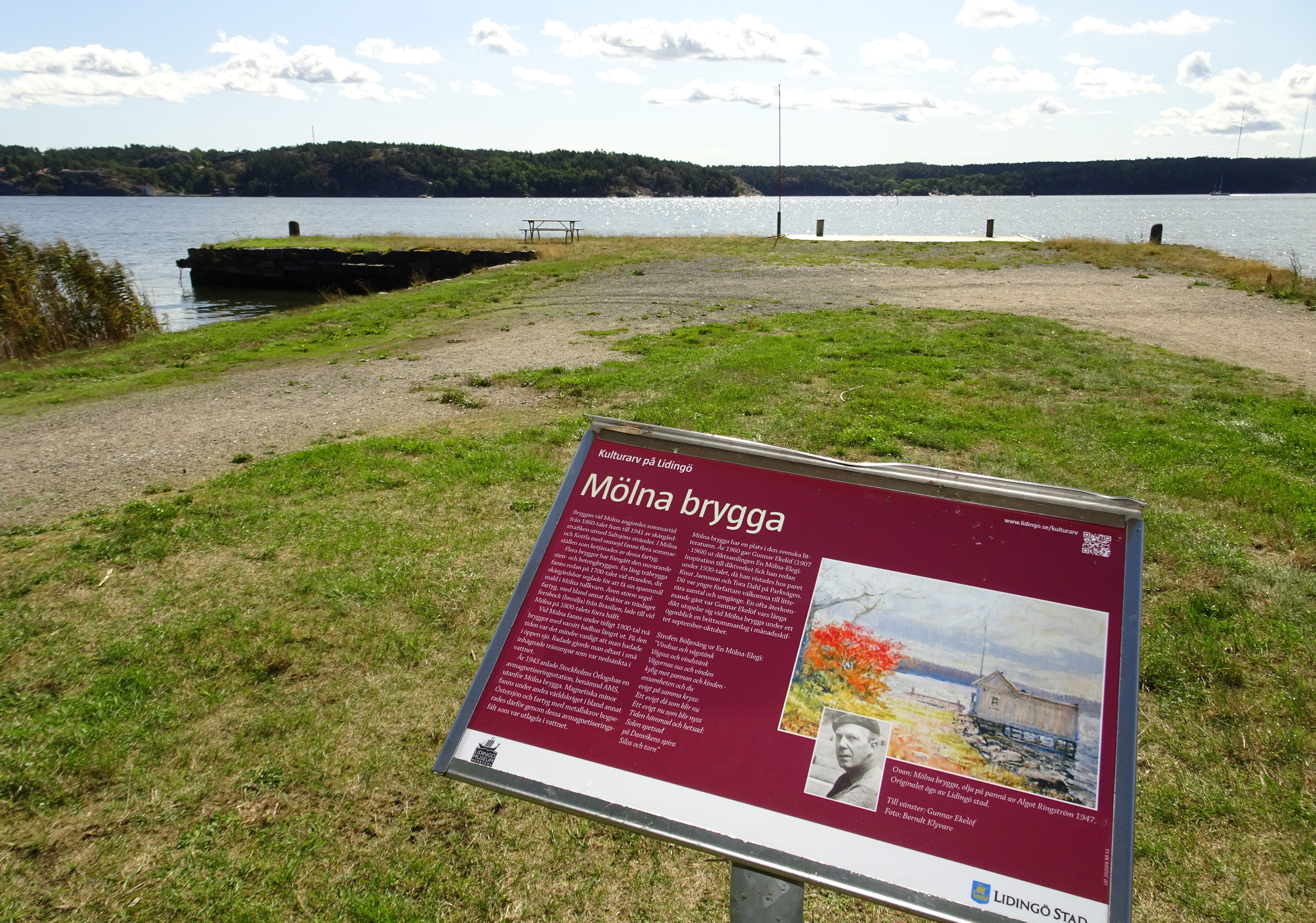
Mölna brygga.